# سیارک ۱۷۱۵

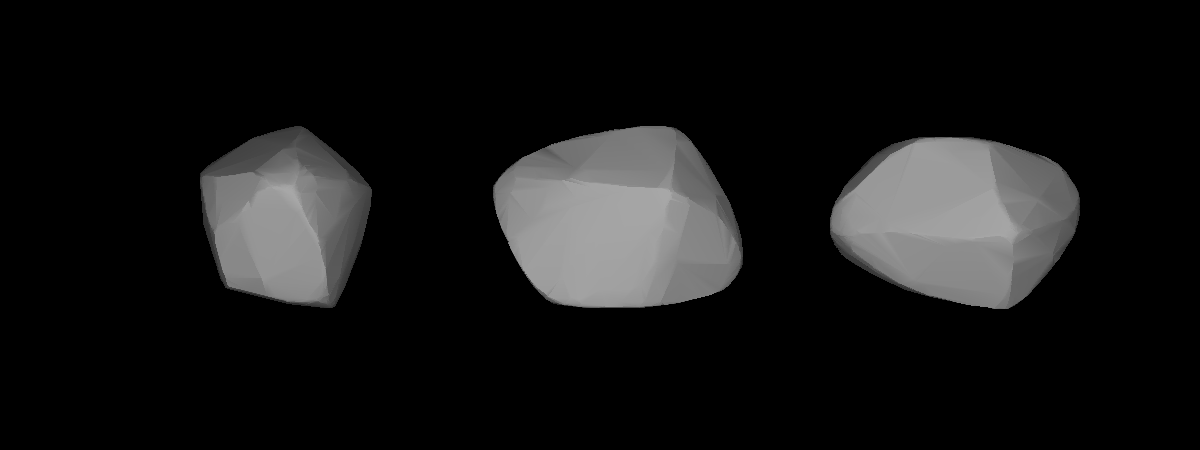
سیارک ۱۷۱۵

سیارک ۱۷۱۵ (به انگلیسی: 1715 Salli، نامگذاری:1938GK) هزار و هفتصد و پانزدهمین سیارک کشف شده‌است که در ۹ آوریل ۱۹۳۸ کشف شد.
قدر مطلق سیارک برابر ۱۲٫۱۰ است.